# Marco Pisano
Marco Pisano (* 13. August 1981 in Rom) ist ein italienischer ehemaliger Fußballspieler.

## Karriere
Der linke Verteidiger Marco Pisano stammt aus der Jugendabteilung des Traditionsklubs Lazio Rom. Dort spielte er bis zur Winterpause der Saison 1999/2000 und wechselte dann zu Brescia Calcio. Am Ende der Saison stieg er mit dem Verein aus der Serie B in die Serie A auf, absolvierte jedoch dabei kein einziges Spiel. Um Spielpraxis zu sammeln wurde Marco Pisano für die folgenden beiden Saisons an die Serie-C-Klubs Ascoli Calcio und Taranto Sport verliehen. Danach kehrte er zu Brescia zurück, gehörte aber weiterhin nicht zur Stammelf des Erstligavereins. Zur Saison 2004/05 wechselte Pisano zu Sampdoria Genua, wo er seinen endgültigen Durchbruch in der Serie A schaffte und sich als Stammspieler etablierte. Im Juni 2006 wurde er von der US Palermo als Ersatz für den abgewanderten Fabio Grosso verpflichtet. Von Januar bis Juni 2008 war Pisano an Liga-Konkurrenten FC Turin ausgeliehen. Im Sommer wurde er für ca. 1,8 Millionen Euro vom Toro weiterverpflichtet. In der Winterpause 2009/10 wurde er für 6 Monate an AS Bari ausgeliehen, kam dort jedoch nur ein einziges Mal zum Einsatz.
Im August 2010 unterzeichnete er einen Vertrag beim FC Parma.